# ریو میاکه
ریو میاکه (انگلیسی: Ryo Miyake؛ زادهٔ ۲۴ دسامبر ۱۹۹۰) شمشیرباز اهل ژاپن است.